# New York World Building
Das New York World Building war ein Hochhaus in New York City und Sitz der Zeitung New York World. Das 1890 fertiggestellte Gebäude stand in Lower Manhattan gegenüber der City Hall direkt neben der Rampe zur Brooklyn Bridge und wurde 1955 abgerissen.

## Geschichte

### Bau
Der Bau des Gebäudes begann am 10. Oktober 1889 und wurde ein Jahr später, am 10. Dezember 1890 fertiggestellt. Es handelt sich um den Neubau des 1882 abgebrannten alten Hauptquartiers, welches sich auf der Fläche des heutigen Potter Buildings befand. Architekt war, wie 15 Jahre zuvor beim Western Union Telegraph Building, George B. Post. Gemeinsam mit den Nachbargebäuden Park Row Building, New York Times Building, New York Tribune Building und weiteren, in denen Zeitungen und Verlage ansässig waren, bildete es die Newspaper Row. Der Grund dieser geballten Ansiedlung von Zeitungen war die Nähe zum Rathaus und Gerichtsgebäuden, was die Berichterstattung erleichterte.

### Struktur
Mit einer Dachhöhe von 94,2 Metern (309 Fuß), mit Antennenspitze 106,4 Meter, war es von 1890 bis 1894 das weltweit höchste Gebäude, bis es vom Manhattan Life Insurance Building abgelöst wurde. Außerdem war es das erste Bauwerk in New York City, das den Kirchturm der Trinity Church überragte. Die Anzahl der Stockwerke war umstritten. In der Zeitung New York World war einst gar von 26 genutzten Stockwerken die Rede. Nachforschungen bei noch vorhandenen Bauzeichnungen gehen von 18 Etagen aus, darunter fünf in der Kuppel. Hinzu kommen zwei Kellergeschosse, wo die Druckmaschinen untergebracht waren.
Bekannt wurde der Wolkenkratzer auch als „Pulitzer Building“, benannt nach Joseph Pulitzer, der sein Büro in der zweiten Etage der Kuppel hatte. Dadurch hatte der Stifter des Pulitzer-Preises einen Ausblick über die ganze Stadt.

### Abriss
1955 wurde das New York World Building abgerissen, um einer Auffahrt zur Brooklyn Bridge Platz zu machen.

## Ansichten

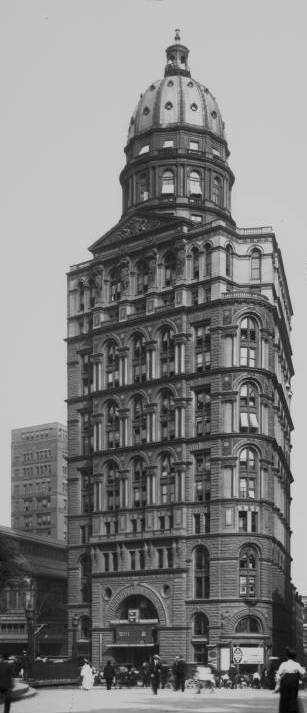
Das Hochhaus um 1905
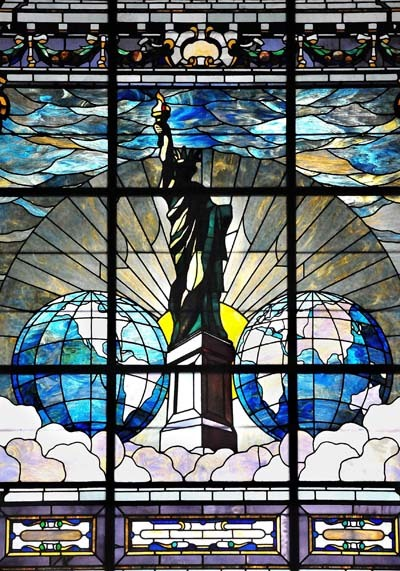
Buntglasfenster von Otto Heinigke und Owen Bowen über einem Eingang (1908)
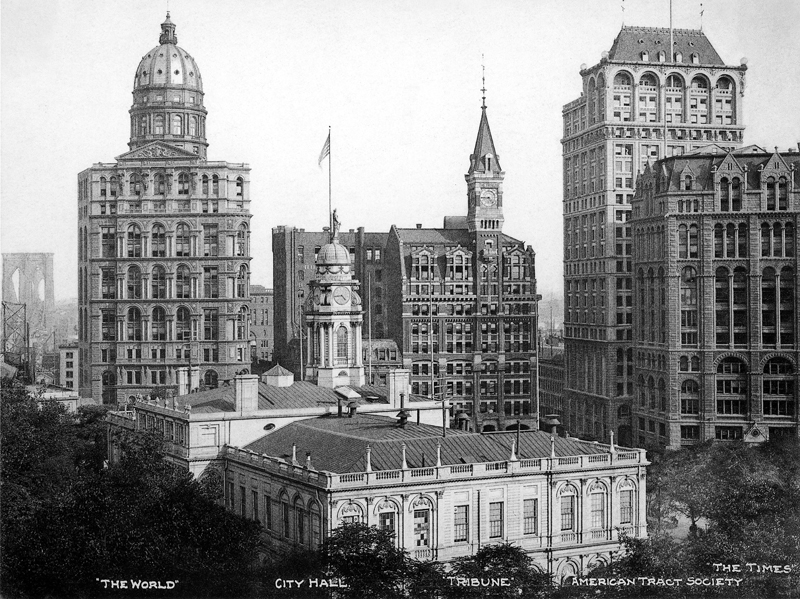
Newspaper Row um 1900, links das New York World Building
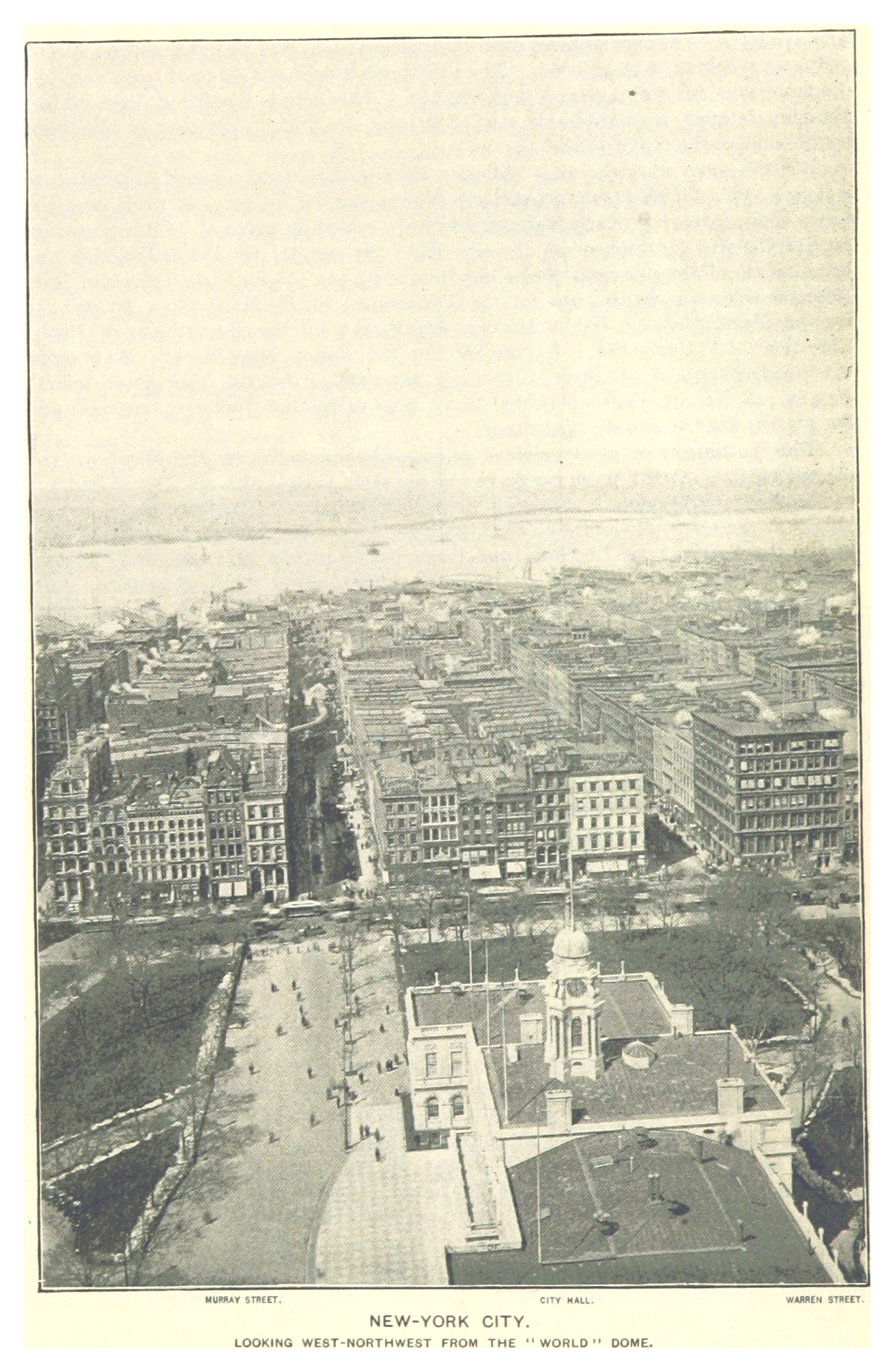
Blick von der Kuppel über das Rathaus nach Westen bis zum Hudson River